# Правомочність
Правомочність — захищена законом можливість громадян чи юридичних осіб діяти певним чином при здійсненні належних їм прав, у тому числі користуватися матеріальними і духовними благами. Це — право на «власні», юридично значимі дії. 
Правомочність — це й охоронена законом можливість особи вимагати від іншої особи вчинити ті чи інші дії або утриматися від них (право на «чужі» дії). Правомочність є одним з виявів соціальної свободи. Реальна можливість здійснення правомочність залежить від змісту й особливостей тієї чи іншої юридичної системи та суспільства в якому ця система діє. Якщо зобов'язана особа не виконує свої обов'язки добровільно, правомочна особа для здійснення своїх прав може скористатися примусовою силою держави. 
За засобами захисту розрізняють абсолютну і відносну правомочність. При абсолютній правомочністі правомочна особа може вимагати конкретних дій та утримання від дій від невизначено широкого кола осіб. При відносній правомочність вимоги правомочної особи можуть бути звернуті тільки до конкретних осіб чи певного кола осіб. Правомочність тієї або іншої особи визначається її суб'єктивним правом. Правомочність органу держави, наприклад, виявляється в його компетенції. Правомочність власника — в його праві володіти, користуватися й розпоряджатися майном у межах, встановлених законом.